# D54 (протокол)
D54 - это аналоговый протокол передачи данных, используемый для управления сценическим световым оборудованием. Протокол был разработан компанией "Strand Lighting" в конце 1970-х годов и изначально использовался для управления 384 каналами для светорегуляторов. 
Несмотря на существование более совершенных протоколов управления (как, например, Digital MultipleX DMX), он все еще широко используется в театрах Уэст-Энда в Лондоне, а также остается популярным среди звукотехников за возможность наблюдения за уровнем света через осциллограф. D54 до сих пор поддерживается и доступна на консолях серии Strand 500 вместе с DMX.

## История
Одной из ключевых проблем в управлении диммерами (светорегуляторами) - это получение контрольного сигнала из устройства управления освещением и передача его в устройствам светорегуляции. На протяжении многих лет этот эффект достигался выделением отдельной шины от устройства управления к каждому отдельному диммеру, где изменяемое устройством управления напряжение на шине регулировало уровень испускаемого освещения.
Приблизительно в 1976 году, научно-исследовательская группа компании Strand LIghting в Великобритании, желая избавиться от узких требований к кабелям аналоговых устройств управления, разработала аналоговую мультиплексную систему, обозначенную как D54 (D54 является внутренним стандартным обозначением, которое после стало общепринятым названием технологии). Изначально технология разрабатывалась для использования на пультах управления моделей Strand Galaxy (1980) и Strand Gemini (1984).
Несмотря на указанную в документации возможность расширения количества управляемых каналов до 768, ранние приёмники использовали более простые комплектующие, которые не могли корректно работать и с меньшим количеством подключенных устройств, что очень мешало коммерческому продвижению технологии. Период обновления также был чрезвычайно долгим при настолько длительном цикле обновления диммеров. Вместо этого, на некоторых следующих поколениях управляющих консолей использовалось несколько потоков D54.
D54 был разработан к Великобритании примерно в то же время, что и AMX192 (другой аналоговый мультиплексный протокол), который был разработан в США, и данные два протокола остались практически эксклюзивными для соответствующих стран.

## Параметры протокола[1]
Электротехнические характеристики
| Характеристика                | Сокр. | Передача | Передача | Передача | Приём  | Приём   | Приём                      |
|                               |       | Max      | Min      | Номин.   | Max    | Min     | Номин.                     |
| Сопротивление на передатчике  | Ro    | 10 Ом    | -        | -        | -      | -       | -                          |
| Сопротивление на приёмнике    | Ri    | -        | -        | -        | -      | 90 кОм  | 100 кОм                    |
| Нагрузка на диммер            | Rt    | -        | -        | -        | 30 кОм | 20 кОм  | 24 кОм                     |
| Оконечная ёмкость             | Ct    | -        | -        | -        | +25%   | -25%    | {\displaystyle 10^{-}6/Rt} |
| Уровень синхронизации         | Vs    | -6.0 В   | -4.0 В   | -5.0 В   | -      | -       | -                          |
| Порог детектора синхронизации | Vst   | -        | -        | -        | -3.0 В | -2.0 В  | -2.5 В                     |
| Полный объём                  | Vf    | 5.1 В    | 4.9 В    | 5.0 В    | 5.1 В  | 4.9 В   | 5.0 В                      |
| Стабильный объём              | Vo    | 0.1 В    | 0.1 В    | 0.0 В    | 0.1 В  | 0.1 В   | 0.0 В                      |
| Безопасный объём ввода        | Vm    | -        | -        | -        | -      | +/-10 В | -                          |

Временные характеристики
| Характеристика                  | Сокр. | Передача | Передача | Передача  | Приём  | Приём  | Приём  |
|                                 |       | Max      | Min      | Номин.    | Max    | Min    | Номин. |
| Импульс конца кадра             | Te    | 0.5 с    | 35 мкс   | -         | 0.5 с  | 30 мкс | -      |
| Межкадровый период              | Ti    | 15 мкс   | 0.5 с    | -         | -      | 10 мкс | -      |
| Импульс синхронизации           | Ts    | 10 мкс   | 6 мкс    | 8 мкс     | 15 мкс | 3 мкс  | -      |
| Действующая аналоговая задержка | Tv    | 15 мкс   | -        | -         | 20 мкс | -      | -      |
| Аналоговый период удержания     | Th    | Td       | 50 мкс   | -         | Td     | 45 мкс | -      |
| Общий период диммера            | Td    | 0.5 с    | 70 мкс   | -         | 0.5 с  | 70 мкс | -      |
| Общий период цикла              | Tc    | 0.5 с    | -        | 40 мс     | 0.5 с  | -      | 40 мс  |
| Задержка на затворе             | Tg    | 20 мкс   | 0        | -         | -      | -      | -      |
| Число диммеров                  | N     | 384      | 1        | -         | 768    | 1      | -      |
| Скорость нарастания             | -     | -        | 2 В/мкс  | 2.5 В/мкс | -      | 0      | -      |

## Практические примечания[6]
- Кадр начинается с сигнала 0 вольт, который длится >50 мкс (т.н. канальное время), после чего за ним следует импульс синхронизации и числовая величина для 1-го канала. Данная процедура повторяется 384 раза, т.е. кадр состоит из 0 и 384 значений для каждого канала, где первый 0 обозначается как точка старта.
- Протокол работает корректно при значении импульса синхронизации >= 10 мкс.
- В отличие от DMX512, D54 не позволяет отправить сокращенный кадр для меньшего количества каналов, т.е. всегда посылается полный кадр со всеми 384-мя значениями и стартовым нулем.